# Ingham-Gletscher
Der Ingham-Gletscher ist ein Gletscher in den Victory Mountains des ostantarktischen Viktorialands. Er fließt 5 km westlich des Humphries-Gletschers in südlicher Richtung zum Borchgrevink-Gletscher.
Der United States Geological Survey kartierte ihn anhand eigener Vermessungen und Luftaufnahmen der United States Navy aus den Jahren von 1960 bis 1962. Das Advisory Committee on Antarctic Names benannte ihn 1964 nach dem neuseeländischen Geophysiker Clayton Ernest Ingham (* 1926), der 1957 auf der Hallett-Station tätig war.